# Bittprozession

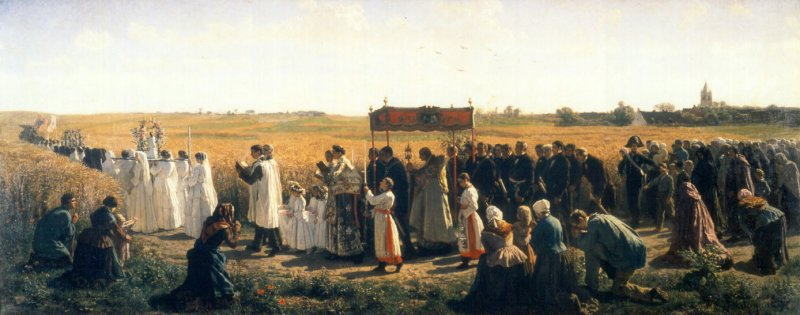
Segnung der Weizenfelder in Artois, Ölgemälde von Jules Breton, 1857

Eine Bittprozession (auch Bittgang oder Flur- bzw. Öschprozession) ist im Christentum ein Flurumgang, mit dem Gottes Segen oder die Abwendung von Gefahren und Notsituationen erbeten wird. Bittprozessionen können jährlich stattfinden, aber auch situationsbedingt in besonderen Notlagen.

## Theologische Bedeutung
Bittgänge kommen in allen Religionen vor. Im Christentum sind sie ein Zeichen, den Glauben an Gott, an die Macht des vertrauenden Gebetes und die helfende Fürsprache der Heiligen zu bekunden. 

„Warum gehet man in den Processionen um die Fluren, Aecker und Felder? – Um den gütigen Gott zu bitten, er wolle mit seiner milden väterlichen Hand die Fluren segnen, die Früchte der Erde erhalten, und wie er alle Thiere mit Segen erfüllt, und ihnen ihr Speis zu gelegener Zeit gibt, also auch uns Menschen die nothwendige Nahrung mittheilen“

 heißt es bei Leonhard Goffiné 1690 in seinem „Christkatholischen Unterrichtsbuch“ zur Funktion der Bittgänge in der katholischen Tradition.
Unheil wurde als Folge menschlicher Schuld begriffen. Bittprozessionen haben daher einen Bußcharakter, die liturgische Farbe ist violett.
Nach dem Kirchenrecht (Codex Iuris Canonici) von 1917 galten als Prozessionen nur solche Bittgänge, die „unter Führung des Klerus veranstaltet“ wurden (ca. 1290 § 1). Wenn keine Kleriker anwesend waren oder wenn sie nicht die Führung innehatten, konnte nach einer Entscheidung der Ritenkongregation nicht von einer Prozession gesprochen werden. Solche Prozessionen gelten als pia exercitia (fromme Übungen).
Das Rituale Romanum in der Fassung, die bis zum Zweiten Vatikanischen Konzil Gültigkeit hatte, sah Gebetsordnungen für „außerordentliche Prozessionen“ unter anderem um Regen, um gutes Wetter und gegen Unwetter vor.
Die seit 1969 geltende Regelung der römisch-katholischen Kirche überlässt es den Ortsbischöfen, festzulegen, wann und in welcher Form regelmäßige Bittprozessionen stattfinden. Im deutschen Sprachgebiet sollen die Bittgottesdienste (mit oder ohne Prozession) nach Möglichkeit erhalten und „alle wesentlichen Bereiche und Gefährdungen des gegenwärtigen Lebens“ ins Gebet einbezogen werden. Die ursprünglich agrarische Ausrichtung der Bittprozessionen ist in den letzten Jahren erweitert worden. So heißt es im Messbuch der katholischen Kirche: „An den Bitt- und Quatembertagen betet die Kirche für mannigfache menschliche Anliegen, besonders für die Früchte der Erde und für das menschliche Schaffen“. Neben „Bewahrung der Schöpfung“ können auch Arbeit für alle, Frieden, Brot für die Welt und Ehrfurcht vor dem menschlichen Leben Motive sein.

## Prozessionen an den Bitttagen
Die lateinische Bezeichnung der Bitttage in der katholischen Liturgie als litaniae „Litaneien“ rührt daher, dass Prozessionen an diesen Tagen mit dem Gesang der Allerheiligenlitanei begannen und von inständigem Bittgebet begleitet wurden.

### Litaniae maiores: Markusprozession
Bis zum Zweiten Vatikanischen Konzil wurde eine Bittprozession am 25. April, dem Fest des Evangelisten Markus, gehalten. Zu diesem Datum, den 7. Kalenden des Mai, fanden im antiken Rom die Robigalia statt, Opferfeiern gegen Pflanzenkrankheiten. Der liturgische Name des Bittganges war litaniae maiores „große Litaneien“, im Volksmund sprach man von der „Markusprozession“. Mancherorts besteht diese Prozession noch weiter.

### Prozessionen in der Bittwoche um Christi Himmelfahrt
In der Woche, in der das Fest Christi Himmelfahrt liegt, finden traditionell die meisten Bittprozessionen statt. Sie wird deshalb auch als Gangwoche, Betwoche, Bittwoche oder Kreuzwoche – weil den Prozessionen an diesen Tagen das Kreuz vorangetragen wurde – bezeichnet.
Die drei Bitttage am Montag, Dienstag und Mittwoch vor dem Fest Christi Himmelfahrt hießen lateinisch rogationes (von: rogare „bitten, flehen“) oder litaniae minores („kleine Litaneien“). Die Bittprozessionen an diesen Tagen gehen auf Bischof Mamertus im 5. Jahrhundert zurück.

Auch am Fest Christi Himmelfahrt und in den folgenden Tagen bis zum Sonntag gibt es Flurprozessionen. In Schwaben findet bis heute an Christi Himmelfahrt vielerorts die Öschprozession statt, eine große Flurprozession durch die Felder der Stadt. Das Wort ist abgeleitet vom altdeutschen esch „Getreideteil der Gemarkung“. Um die Esch zu gehen oder zu reiten ist als Bittumgang in Schwaben bereits in der Zimmerschen Chronik um die Mitte des 16. Jahrhunderts am Himmelfahrtstag (Uffart Dag) belegt: 

„uf das Vest unseres Herren Fronleichnams Dag und dann uf den Uffart Dag, so man um den Esch pfligt zu reiten“

 Es handelte sich um eine eucharistische Prozession: „das Sacrament umb den Esch tragen“.
An verschiedenen Tagen in der Bitt- oder Kreuzwoche wurden mancherorts die Bittprozessionen als Hagelprozession gehalten: am Dienstag, am Freitag, dem „Hagelfreytag“ (altbayerisch: „Schauerprozession“ am von dieser Bezeichnung abgeleiteten sogenannten „Schauerfreitag“) oder auch am Samstag oder Sonntag. (Siehe dazu: Liste von Hagel- und Brandprozessionen.)
In der evangelischen Gottesdienstordnung wird der 5. Sonntag nach Ostern, Vocem jucunditatis, auch Rogate (lat. rogate, „betet/bittet“) oder Bittsonntag genannt, in Anklang an die vorreformatorische Tradition der Bitttage.

## Prozessionen aus bestimmten Anlässen

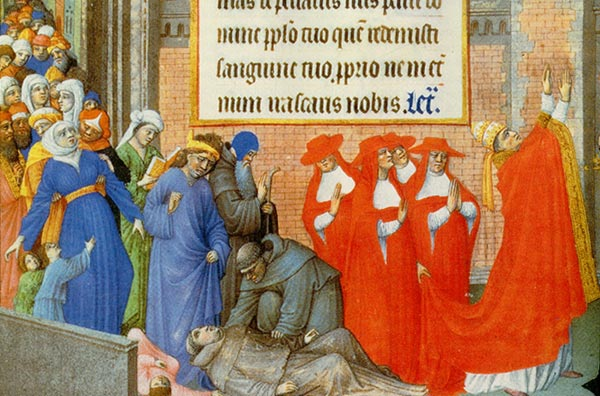
Pestprozession in Rom mit Papst Gregor I. im Jahr 590

Neben den periodisch wiederkehrenden Prozessionen boten besondere Notlagen Anlass zu einmaligen oder – oft als Gelübde – wiederholten apotrophäischen Prozessionen zur Gefahrenabwehr:
- Hagelprozessionen als regelmäßige Flurprozession oder gelobt nach gravierenden Unwettern
- Pestprozessionen, gelobt nach Pestepidemien
- Brandprozessionen, gelobt nach Stadtbränden.

### Feste und Gedenktage als Termine für Bittprozessionen
- 24. Juni: Johannislostag, Hochfest der Geburt des Hl. Johannes des Täufers und Sommersonnenwende
- 26. Juni: Fest der Wetterheiligen Johannes und Paulus von Rom
- 30. Juni: Donatus von Münstereifel, als Patron gegen Blitz, Unwetter und Feuer verehrt
- 27. Juli: Fest der heiligen Anna, einer volkstümlichen Schutzpatronin gegen Gewitter
- 16. August: Rochus von Montpellier, Schutzpatron der Pestkranken und der Haustiere
- 14. September: Fest Kreuzerhöhung mit Kreuzprozession („Kreuztracht“)

## Ursprung und Entwicklung
Die Prozessionen können als spätantike Umformung der römischen Flurumgänge, der Ambarvalia, verstanden werden. Möglicherweise sind sie auch in Verbindung zu bringen zu germanischen Rechtsbräuchen, wonach jeder Grundeigentümer einmal im Jahr seinen Besitz umschreiten musste, um den Besitzanspruch aufrechtzuerhalten.
Der heilige Johannes Chrysostomos ordnete im April 399 wegen anhaltenden Regens einen Bittgang an. Die Flurprozessionen an den drei Bitttagen lassen sich auf eine Anordnung des Bischofs von Vienne, Mamertus im Jahr 469/470 zurückführen. Wegen verbreiteter Erdbeben, Unwetter und Missernten in mehreren Ländern, vor allem in Frankreich, und daraus resultierender Hungersnot ordnete er an den drei Tagen vor Christi Himmelfahrt mit Fasten verbundene Bußprozessionen an. Das Konzil von Orléans machte sie 511 für alle Kirchen Galliens verpflichtend. Um 800 wurden die drei Bitttage von Papst Leo III. auch in Rom und den gesamten Bereich der römischen Liturgie eingeführt, allerdings ohne vorgeschriebenes Fasten.
Zunächst waren Bittprozessionen keine eucharistischen Prozessionen. Sie konnten und können somit auch ohne Mitwirkung des Priesters stattfinden. Mit dem Aufkommen von Sakramentsprozessionen im 13. Jahrhundert und verstärkt seit der Gegenreformation im 16. Jahrhundert kam es häufig zur Verschmelzung der Prozessionstypen, und auch bei den Bittprozessionen wurde – ganz oder auf Teilstrecken – das „Allerheiligste“, der Leib Christi in der Monstranz, mitgeführt, und an den meist vier Unterwegsstationen – auch „Altäre“ genannt – wurde der Sakramentale Segen erteilt.
Flurumgänge wurden in der frühen Neuzeit, so der Brauchtumsforscher Manfred Becker-Huberti, „oft unter Ausschluss des Pfarrers“ abgehalten und verkamen „zu wilden Aktionen mit reichlich Alkoholzufuhr“. Solche Prozessionen begannen nach Mitternacht und dauerten viele Stunden. Der Klerus war entweder gar nicht beteiligt oder aber nur punktuell, indem an den Unterwegsstationen kurze Predigten gehalten wurden oder der Priester der Prozession auf dem letzten Stück mit dem Allerheiligsten entgegenkam.
In Bösensell dauerte 1662 ein Flurumritt am Tage vor dem Fest Johannes’ des Täufers von morgens 4 bis etwa 14 Uhr; Pfarrer Johannes Beckhaus berichtete bei einer bischöflichen Visitation, dass bei dieser processio incongrua („ungeordneten Prozession“) dem Allerheiligsten nicht die nötige Ehrfurcht erwiesen werde. In Marl erhielten die dortigen Schützen für ihre polizeiartige Mithilfe und ihren Aufwand bei der Hagelprozession im 18. Jahrhundert eine Tonne Bier als Vergütung.
Der Münsteraner Fürstbischof Christoph Bernhard von Galen ordnete 1616 die Verschmelzung von Fronleichnamsprozession und Hagelfeier an, auch um die Verehrung der Eucharistie durch häufigere Mitfeier der heiligen Messe und nicht durch ausgedehnte Prozessionen auszudrücken. Er setzte damit die Absicht des Konzils von Trient (1545–1563) um, „die weltlichen Einflüsse bei der Heiligenverehrung und den Prozessionen zu bekämpfen und den Kult insgesamt auf das von dem Konzil gewünschte Ausmaß festzulegen“ und den in agrarisch strukturierten Gesellschaften lebendigen „Aberglauben, das Hoffen auf Hilfe durch übersinnliche Erscheinungen in pseudoreligiösen Bereichen“ zurückzudrängen.
Fürstbischof Bernhards Anweisungen wurden jedoch nur zögernd befolgt. 1662 fanden etwa in Ostbevern noch zwei Prozessionen statt: eine Hagelfeier am Tag nach Christi Himmelfahrt und eine zweite Prozession am Freitag vor dem Fest Johannes’ des Täufers, also auch nicht am Fronleichnamsfest.
In der Eifel war im 17. und 18. Jahrhundert Prozessionen verschiedentlich verboten worden, und noch 1830 ordnete der Trierer Bischof v. Hommer an, dass die Prozession zum Stadtbrunnen in Hillesheim (Eifel) am Vigiltag zum Johannistag, dem Rest der ehemals dreitägigen Hillesheimer Hagelfeier, künftig als unschicklich unterbleiben solle.
Prozessionen werden im Protestantismus abgelehnt und wurden – etwa im Braunschweigischen – auch landesherrlich verboten. Dennoch wurden bis ins 18. Jahrhundert in evangelischen Gemeinden vereinzelt noch Flurumgänge gehalten. In der Kirchenordnung von Braunschweig von 1709 ordnete Herzog Anton Ulrich eine „Hagelfeier“ als Bettag (ohne Prozession) für den „Montag post Vocem Jucunditatis“ (5. Sonntag nach Ostern) an. 1968 erneuerte die Synode der Braunschweigischen Landeskirche die Praxis des Hagelfeiertags, der mit Schul- und Abendgottesdiensten begangen wurde, als Erntebittag und bestimmte als Termin den ersten Sonntag nach Trinitatis oder an einem Tag in der Woche danach.

## Ablauf der Prozession

### Bittprozessionen einst
Im 17. Jahrhundert kann sich eine Prozession so – wie hier die Öschprozession in Rottenburg – abgespielt haben:
„Dem vorangetragenen Kreuz folgten die ledigen jungen Leute, dann kam eine rote Fahne und zwei Prozessionslaternen, hinter diesen die Geistlichkeit und das Volk.“ Nach der zweiten Station teilte sich die Prozession. Die Geistlichen ritten, begleitet von Ministranten, dem Chorregenten, den Fahnen- und Laternenträgern und einer berittenen Gruppe von Gläubigen, zur dritten Station. Vor der vierten Station traf man sich wieder mit der Fußprozession. Bei der Prozession wurde ein kleiner Altar für die Unterwegsstationen mitgetragen. Nach Ende der Prozession wurden alle Mitwirkenden „auf Rechnung des Spitals mit Wein und Brot verköstigt“.

### Heutige Praxis

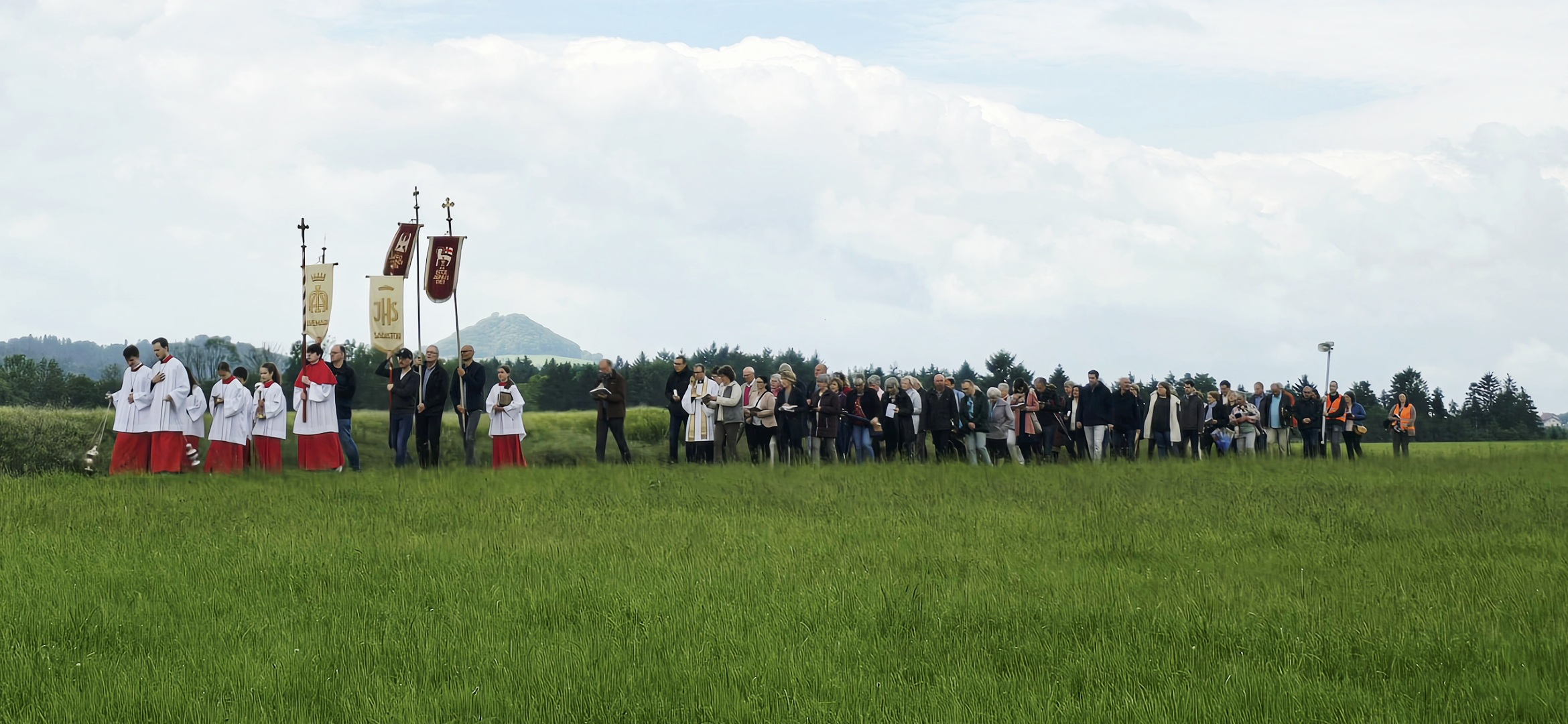
Öschprozession an Christi Himmelfahrt 2025 in Straßdorf

Der Brauch der Bittgänge ist häufig in ländlichen Regionen erhalten geblieben und teilweise sogar wieder neu belebt worden. Landgemeinden entdecken die alten Prozessionswege neu, in den Städten werden neue Formen erprobt – nicht selten auch in den Abendstunden, dem heutigen Arbeits- und Lebensrhythmus angepasst. Gestaltungselemente sind traditionell die Allerheiligenlitanei, andere Litaneien, Psalmen und Wechselgebete sowie das Rosenkranzgebet.
Unterwegs werden in der Regel „Stationen“, etwa an Feldkapellen oder Wegkreuzen, gehalten, wo aus der Bibel gelesen und Fürbitte gehalten wird. Bei eucharistischen Prozessionen wird an diesen Unterwegsstationen der sakramentale Segen erteilt. Eucharistische Prozessionen nehmen ihren Anfang nach einer heiligen Messe in der Pfarrkirche. Die heilige Messe kann – als „Mittelpunkt der Prozession“ – auch an einer Unterwegsstation gefeiert werden, so in Rottenburg seit den 1960er-Jahren, oder am Ziel. In Ostbevern verläuft in den 1970er-Jahren die Hagelprozession als Bittprozession ohne Unterwegsstation bis zur Annakapelle, wo die heilige Messe gefeiert wird. Als Sakramentsprozession geht es danach zur Pfarrkirche zum Schlusssegen.
Der Verlauf einer Bittprozession könnte heute so aussehen:
Erste Station
An der ersten Station bittet die Gemeinde um den Segen für ihre Arbeit. Es wird die Bibelstelle Gen 1,26-29  Macht euch die Erde untertan gelesen.
Zweite Station
An der zweiten Station steht die Bitte um das tägliche Brot im Mittelpunkt der Anbetung. Es wird die Perikope Mt 6,25-33  Sorget nicht ängstlich gelesen.
Dritte Station
An der dritten Station bittet die Gemeinde um Sicherheit auf der Straße. Er wird die Evangeliumstelle Mk 4,35-41  Sogar Wind und Meer gehorchen ihm gelesen.
Vierte Station
An der vierten Station steht der Frieden innerhalb der versammelten Gemeinde im Mittelpunkt. Es wird gelesen: Joh 15,9-15  Bleibt in meiner Liebe.